# 宋忻
宋忻（533年—587年5月13日），字智和，西河郡（今山西省霍州市、洪洞县一带）人，西魏、北周、隋朝官员。

## 生平
宋忻以大将军王思政府参军事为起家官，很快加威例将军、奉朝请。魏前元年（552年），宋忻跟随尉迟迥平定巴蜀有功，转任明威将军、冗从给事。宋忻又受宇文泰征召出任直寝，转任平东将军、左银青光禄大夫、帅都督，统领乡兵。宋忻以兄弟感情的原因让给自己的哥哥，宇文泰根据情况许可。北周元年（557年），宋忻出任都督。北周二年（558年），宋忻加前将军、左银青光禄大夫。保定二年（562年），宋忻出任冬官府司木弓工上士，同年加骠骑将军、右光禄大夫、帅都督。保定四年（564年），宋忻转任大都督、升任白超城城主，保定五年（565年）转任伏流城城主。宋忻在边境劝说恶罗城城主李宾等一百人离城归附，出任陕州总管府司马。天和二年（567年），宋忻加使持节、车骑大将军、仪同三司，同年出任营军器监，小司金。天和六年（571年），宋忻转任工部大夫。建德元年（572年），宋忻加骠骑将军、开府仪同三司，很快改任使持节、开府仪同大将军。建德五年（576年），宋忻出任大宁防防主。宣政元年（578年），宋忻升任幽州副镇将，检校幽州总管长史，同年宋忻封宜迁县开国侯，食邑八百户。大象二年（580年），宋忻转任上开府仪同大将军。开皇元年（581年），宋忻出任幽州诸军事、幽州刺史，仍为幽州总管长史，同年进爵为宜迁县开国公，食邑如故。不久宋忻改任易州刺史，又改任幽州总管。开皇三年（583年），宋忻接受敕令出任元帅上柱国赵郡公阴云的行军长史。开皇四年（584年），宋忻又出任蔚州刺史。开皇五年（585年），宋忻再度出任幽州总管。同年，上柱国、晋王杨广因为宋忻善于抚御，委以腹心之任，宋忻出任领佐上兼卅府兵，又检校行台省度支尚书。开皇六年（586年），宋忻出任潞州诸军事、潞州刺史，同年接受敕令出任行军元帅彭城公虞庆则府长史。开皇七年四月一日（587年5月13日），宋忻因病在私人住宅中去世，虚岁五十五，开皇九年岁次己酉正月乙丑朔廿日甲申（589年2月10日）葬于小陵原。

## 家庭

### 祖父
- 宋汉，北魏冠军将军、中散大夫、桑干郡太守，贈淅州刺史[2]

### 父亲
- 宋菓，北周平东将军、左银青光禄大夫、河州刺史[2]

### 夫人
- 韦胡磨，大都督、车骑大将军、左银青光禄大夫、崇业郡太守、赠晋州刺史韦粲之女，封万年郡君，去世时虚岁三十九[2]

### 子女
- 宋敬，世子，隋朝右亲卫帅都督[2]